# پدرو رومرو
پدرو رومرو (اسپانیایی: Pedro Romero‎؛ زادهٔ ۱۲ اوت ۱۹۳۷) بازیکن فوتبال اهل مکزیک بود.
از باشگاه‌هایی که در آن بازی کرده‌است می‌توان به باشگاه فوتبال دپورتیوو تولوکا اشاره کرد.
وی همچنین در تیم ملی فوتبال مکزیک بازی کرده‌است.